# Nyhavn

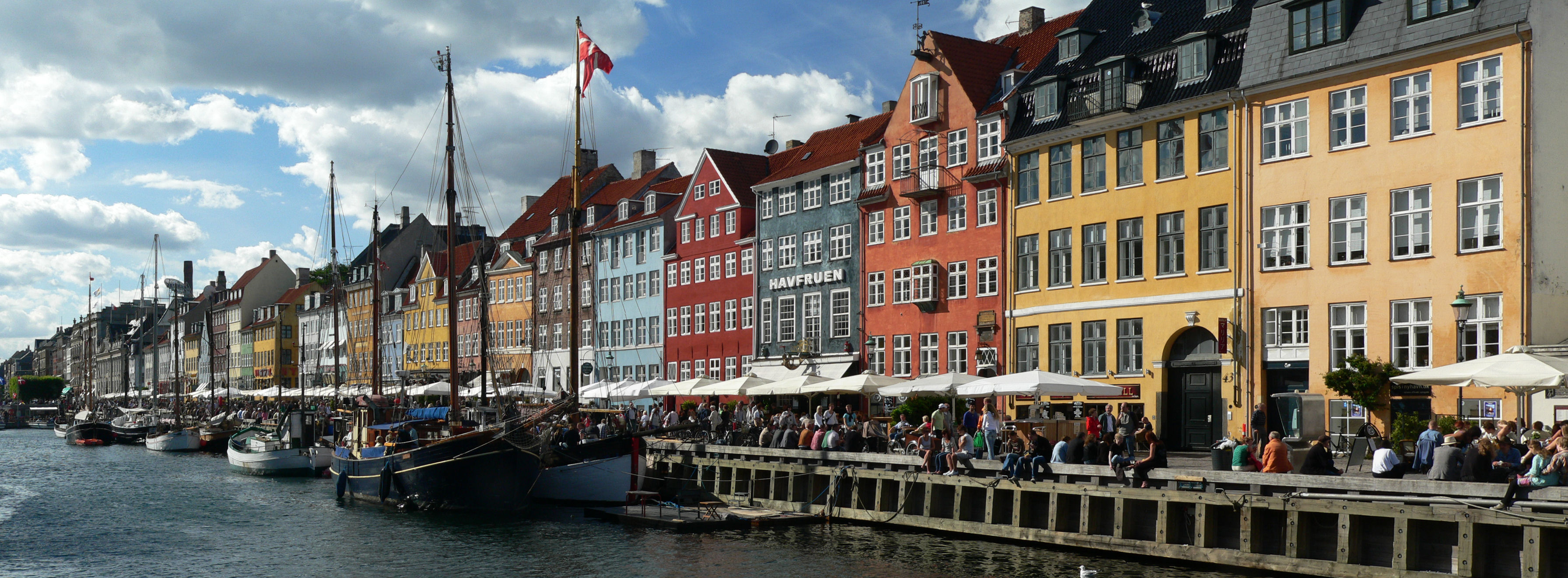
Nyhavn

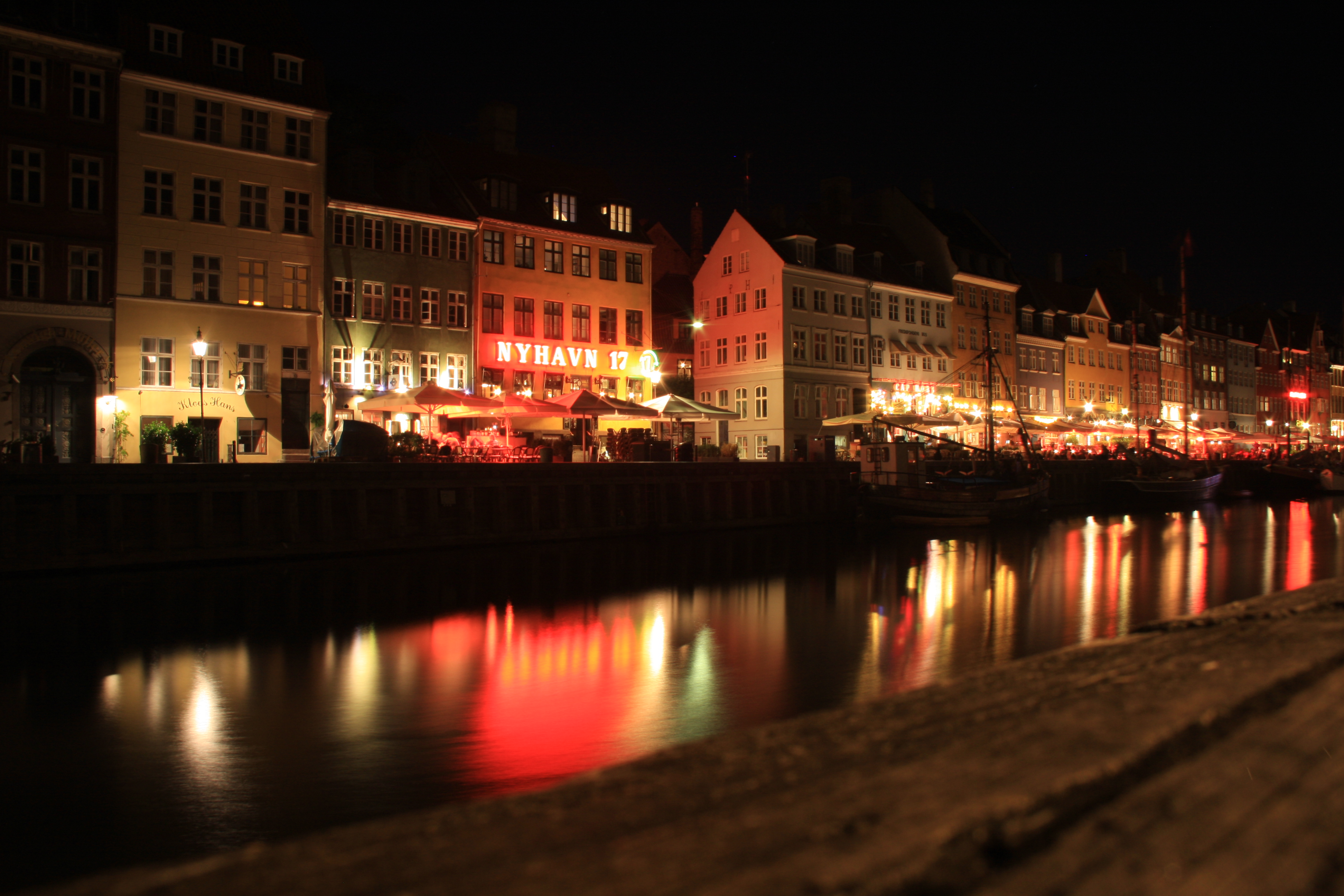
Nyhavn am Abend

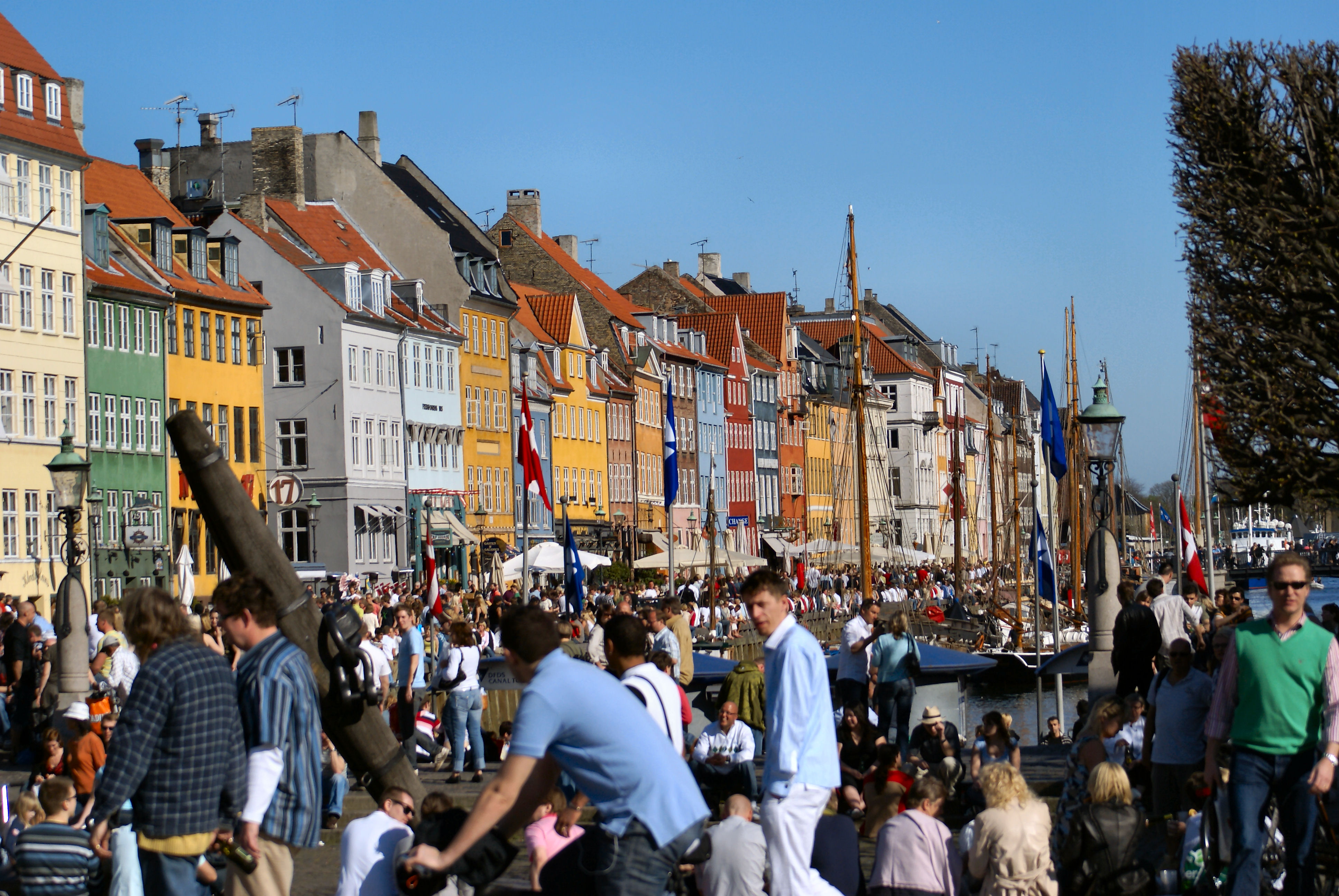
Nyhavn im Frühjahr

Der Nyhavn (dänisch für „neuer Hafen“) ist ein zentraler Hafen in der dänischen Hauptstadt Kopenhagen und eine der wichtigsten Sehenswürdigkeiten der Stadt.
Der 1673 fertiggestellte Kanal Nyhavn wurde in Auftrag gegeben, um einen Stichkanal vom Kopenhagener Hafen zum Platz Kongens Nytorv zu schaffen. Die farbenfrohen Giebelhäuser an beiden Seiten des kleinen Hafenarms entstanden vorwiegend im 18. und 19. Jahrhundert. Das Hafenmilieu brachte frühzeitig zahlreiche Tavernen hervor, und die Gegend ist bis heute mit ihren vielen Restaurants, Bierstuben und Tanzlokalen neben der Istedgade eines der bekanntesten Vergnügungsviertel Kopenhagens. Hafenrundfahrten und Museumsschiffe erinnern an die Zeit als Handelshafen, deren Bedeutung dem 400 Meter langen und drei Meter tiefen Kanal spätestens Anfang des 20. Jahrhunderts abhanden ging. Der Märchendichter Hans Christian Andersen zählte zeitweise zu den Bewohnern Nyhavns, an dessen Ende sich das Schloss Charlottenborg befindet.

## Geschichte

### Bau des Kanals
Ende der 1660er Jahre ließ Friedrich III. (1609–1670) einen Plan anfertigen, der dem Marktplatz Kongens Nytorv mittels eines Stichkanals Zugang zum Hafen verschaffen und die dortigen Kaufleute besser an den Seehandel anbinden sollte. Aber erst nach seinem Tod begann der Bau des Kanals, als Soldaten im September 1671 die ersten Grabungen durchführten. Zwei Jahre später, am 19. Oktober 1673, endeten die Arbeiten mit der Schleifung des Dammes und der neue Kanal konnte geflutet werden. Der Nyhavnskanalen, der schnell von Schiffen in Beschlag genommen wurde, bildete dabei eine Grenze zwischen dem wohlhabenderen Gammelholm im Süden und den neuen Wohnvierteln für ärmere Stadtbewohner im Norden, die Ende des 17. Jahrhunderts entstanden. Die beiden damaligen Ausfallstraßen Richtung Norden, Store Strandstræde und Lille Strandstræde, wurden von ihrer Verbindung zur Stadt abgeschnitten. Die Anordnung Christian V. (1646–1699), die Kaianlagen durch die Grundstückseigentümer mit Pfählen befestigen und pflastern zu lassen, war schwer durchsetzbar und konnte erst um 1700 zufriedenstellend umgesetzt werden.

### Bau neuer Häuser

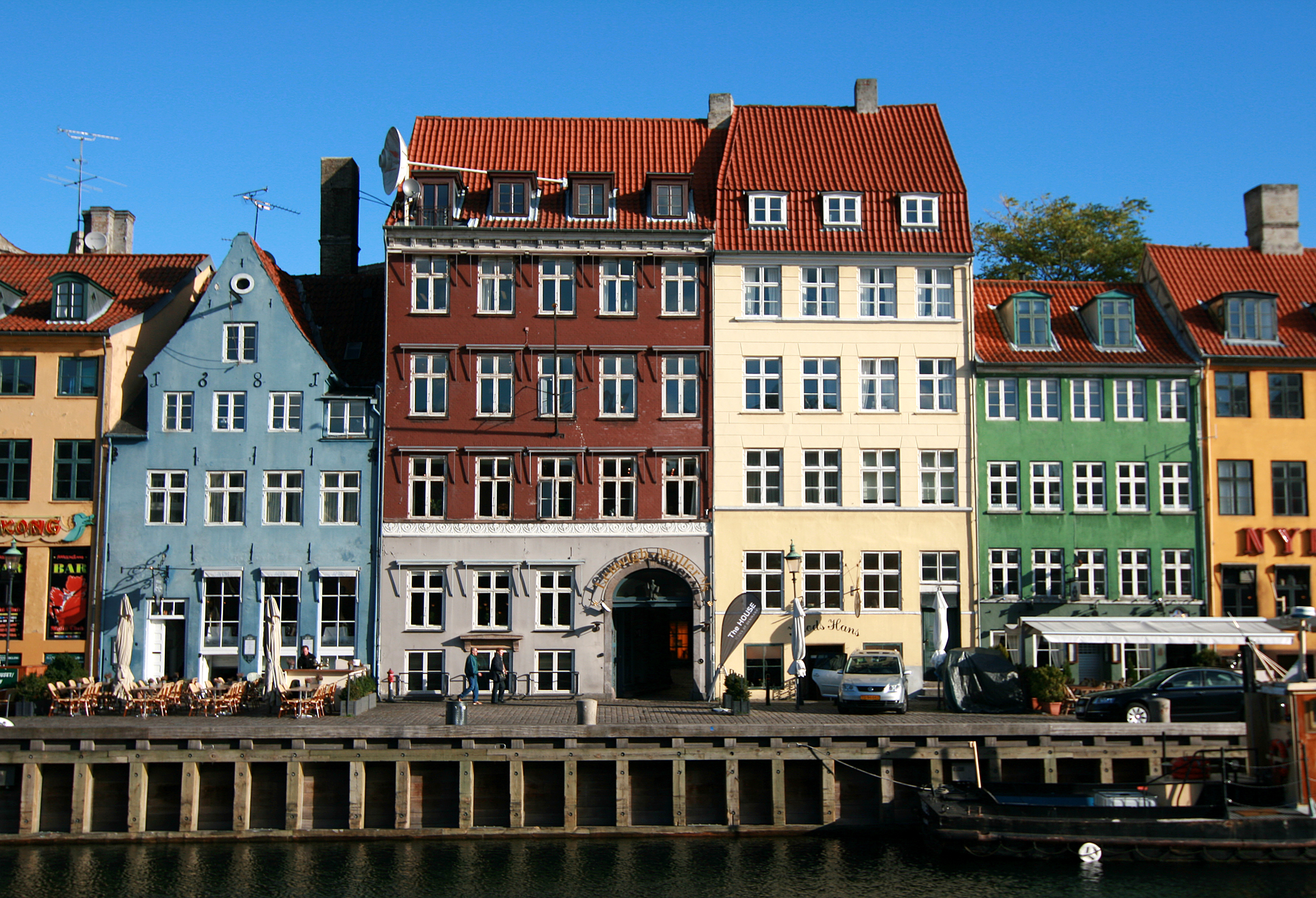
Häuserzeile auf der nördlichen Sonnenseite – von links Nr. 9, dem ältesten Haus von 1681, bis Nr. 15

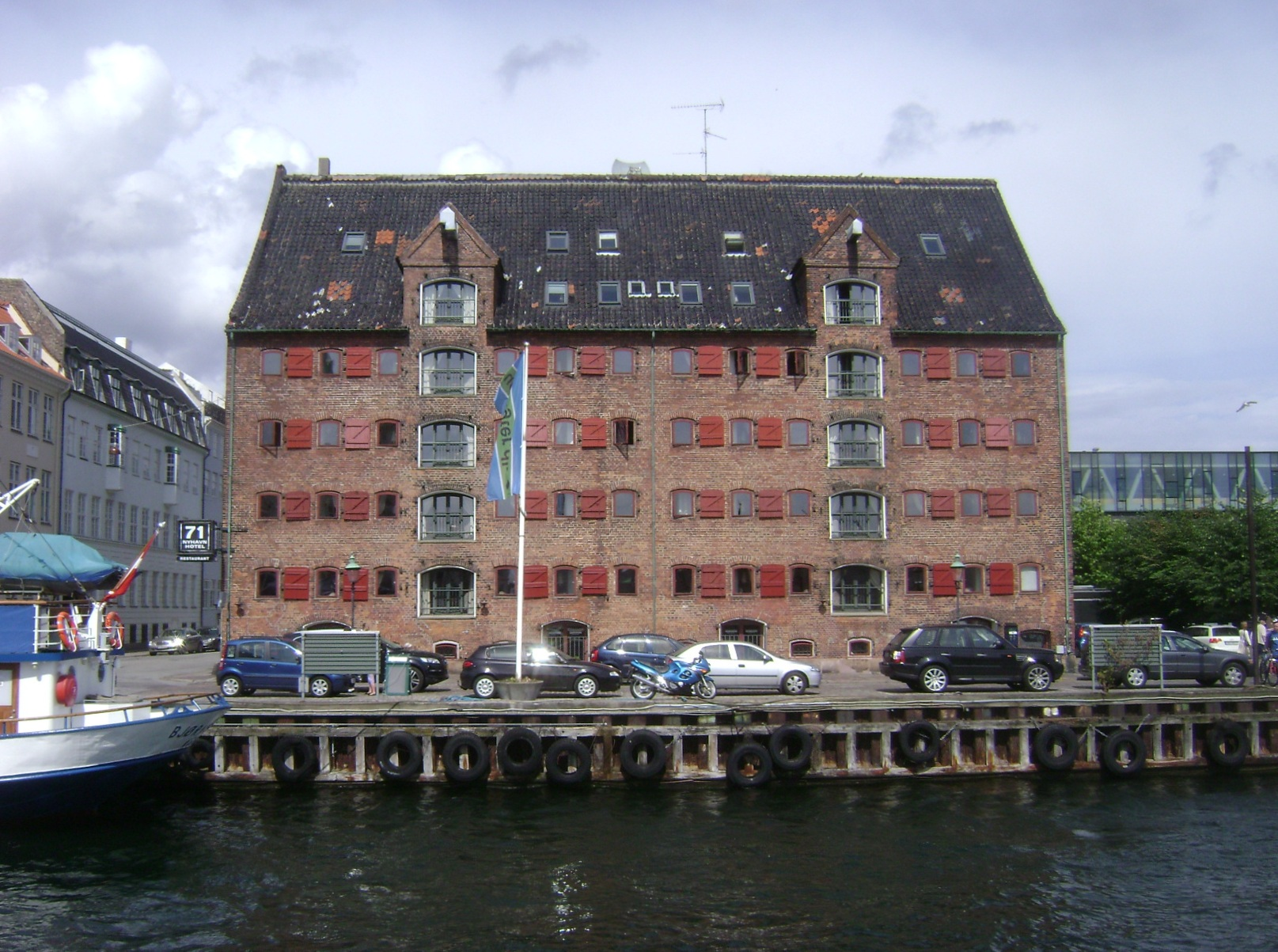
Speicher von 1805 – heute das 71 Nyhavn Hotel

Die Geschichte der sonnenzugewandten Häuserzeile auf der Nordseite begann mit dem Bau des Hauses Nr. 9, das von 1681 stammt und damit das älteste Haus im Nyhavn ist. Das schmale blaue Giebelhaus repräsentiert den Kopenhagener Baustil vor dem großen Stadtbrand von 1728 und hat mit seinen zwei Stockwerken, seiner Mansarde und den hohen Kellern seine Ursprungsform bewahren können, während die übrigen Gebäude im Laufe des 18. und 19. Jahrhunderts um eine oder mehrere Etagen erhöht wurden. Auch bei den Stadtbränden von 1795 und 1807 entkamen die Häuserreihen den Flammen und bilden heute mit ihren bunten Giebelhäusern eine harmonische Einheit. In den Hinterhöfen wurden oft zusätzliche Gebäude angebaut, um Werkstätten oder Lager einzurichten. Am Kai standen Sandkästen, aus denen sich die Bewohner Sand für ihre Toiletten und weißgescheuerten Böden holten.
Auf der Südseite befand sich ursprünglich der Garten vom Schloss Charlottenborg, der durch eine Mauer von Nyhavn getrennt war. In den 1770er Jahren wurde der Garten zu Kopenhagens neuem Botanischen Garten umgestaltet. Der leitende Professor erhielt eine Direktorenwohnung in einem neuerrichteten Haus, das nah am Schloss Charlottenborg lag. Als der Botanische Garten 1874 nach Østre Vold verlagert wurde, wurde das Haus zugunsten eines neuen Ausstellungsgebäudes für das Schloss abgerissen.
Die Häuserzeile von Nr. 6 bis 22, die auf der Schattenseite im Süden liegt, wurde in den 1770er Jahren errichtet. Der Rest der Straße wurde von einer langen Mauer dominiert, die Nyhavn von der dänischen Marinebasis im heutigen Wohnviertel Gammelholm trennte. Als die Flotte 1870 den Stützpunkt räumte, wurde dieser zentrale Teil der Stadt zu einem Wohnquartier umfunktioniert. Mit der Heibergsgade und der Holbergsgade wurden neue Zufahrtsstraßen von Gammelholm zum Nyhavn geschaffen. Im Zuge dessen wurde 1875 eine Kanalbrücke eröffnet, die die Holbergsgade mit der gegenüberliegenden Toldbodgade verband.
1805 ließ Ole Suhr im Nyhavn Nr. 71 am Ende der Nordseite einen Speicher errichten, um Kräuter und andere Waren aus Übersee zu lagern. Das Gebäude wurde 1971 wie viele andere Hafenspeicher zu einem Hotel umgestaltet und beherbergt heute das 71 Nyhavn Hotel, ein Viersterne-Hotel der Arp-Hansen Hotel Group, Kopenhagens größter Hotelkette.

### Hafenaktivitäten
Als Hafen erlangte der Nyhavn nie große Bedeutung, da er von Anfang an zu klein und zu flach war. Trotzdem investierte die Kopenhagener Kaufmannschaft im 18. Jahrhundert entlang des Kanals in Höfe und Proviantgeschäfte. Nach der zweiten Seeschlacht von Kopenhagen im Jahr 1807, die Dänemark in eine politische und wirtschaftliche Krise stürzte, siechten die Aktivitäten im Hafen dahin. Als sich der Handel von der Krise erholte und Segelschiffe, die bald durch Dampfschiffe ersetzt wurden, in den Kopenhagener Hafen zurückkehrten, erwies sich Nyhavn als zu klein für die großen Schiffe. Paketboote füllten die Nische aus und hielten den Hafen für die nächsten hundert Jahre am Leben. Die kleinen Boote transportierten Waren von Kopenhagen zu den dänischen Inseln und Provinzstädten. Die unterschiedlichsten Waren, die von den Schiffen be- oder entladen wurden, stapelten sich am Kai. Hotels wie das Øresund in der Nr. 3 oder das Carl d. 15. in der Nr. 15 entstanden, um den Passagieren, die zwischenzeitlich auf den Paketbooten mitfahren konnten, unterzubringen.

### Entstehung der Kneipenszene

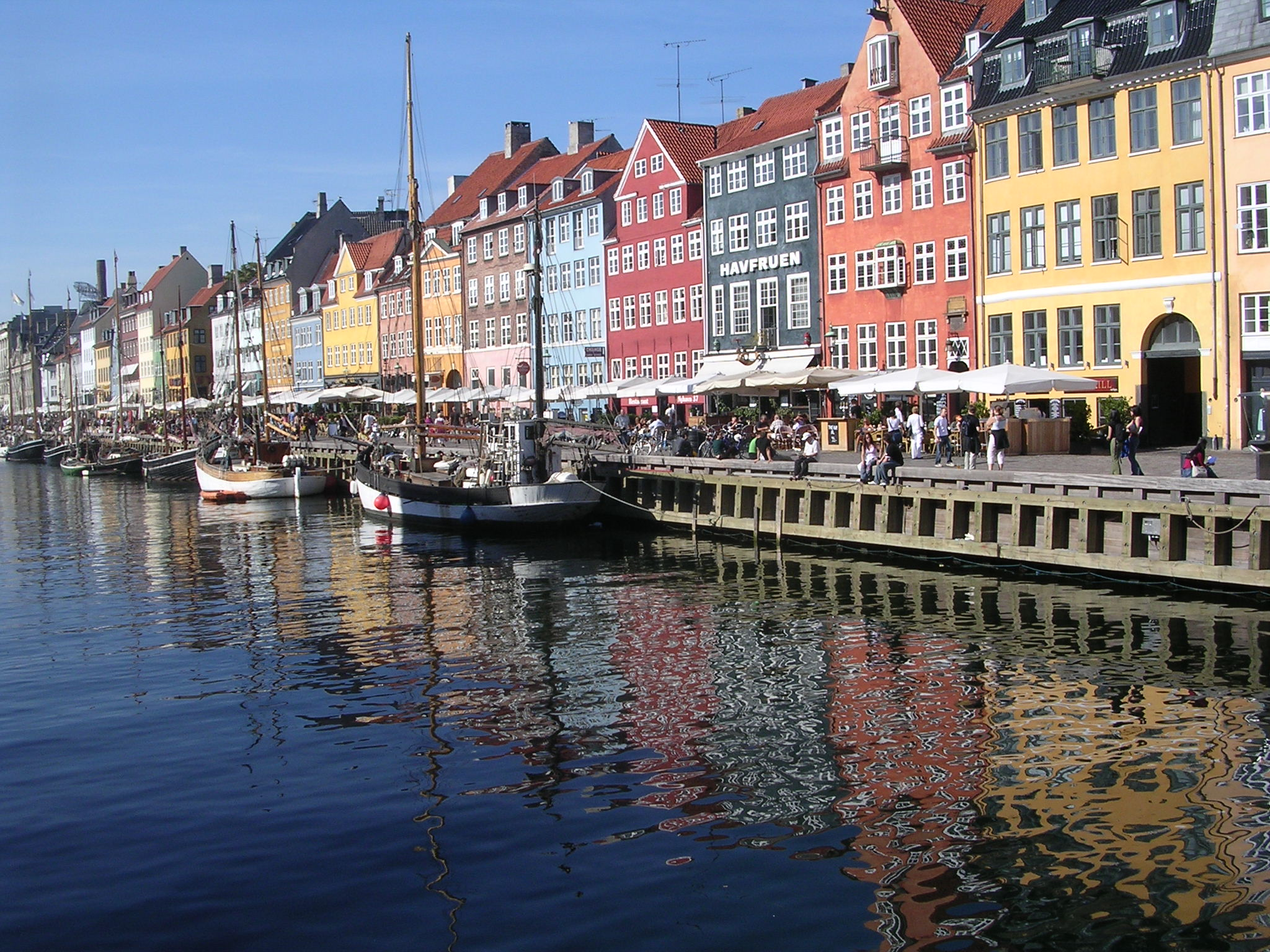
Kneipenszene und Traditionsschiffe auf der Sonnenseite Nyhavns

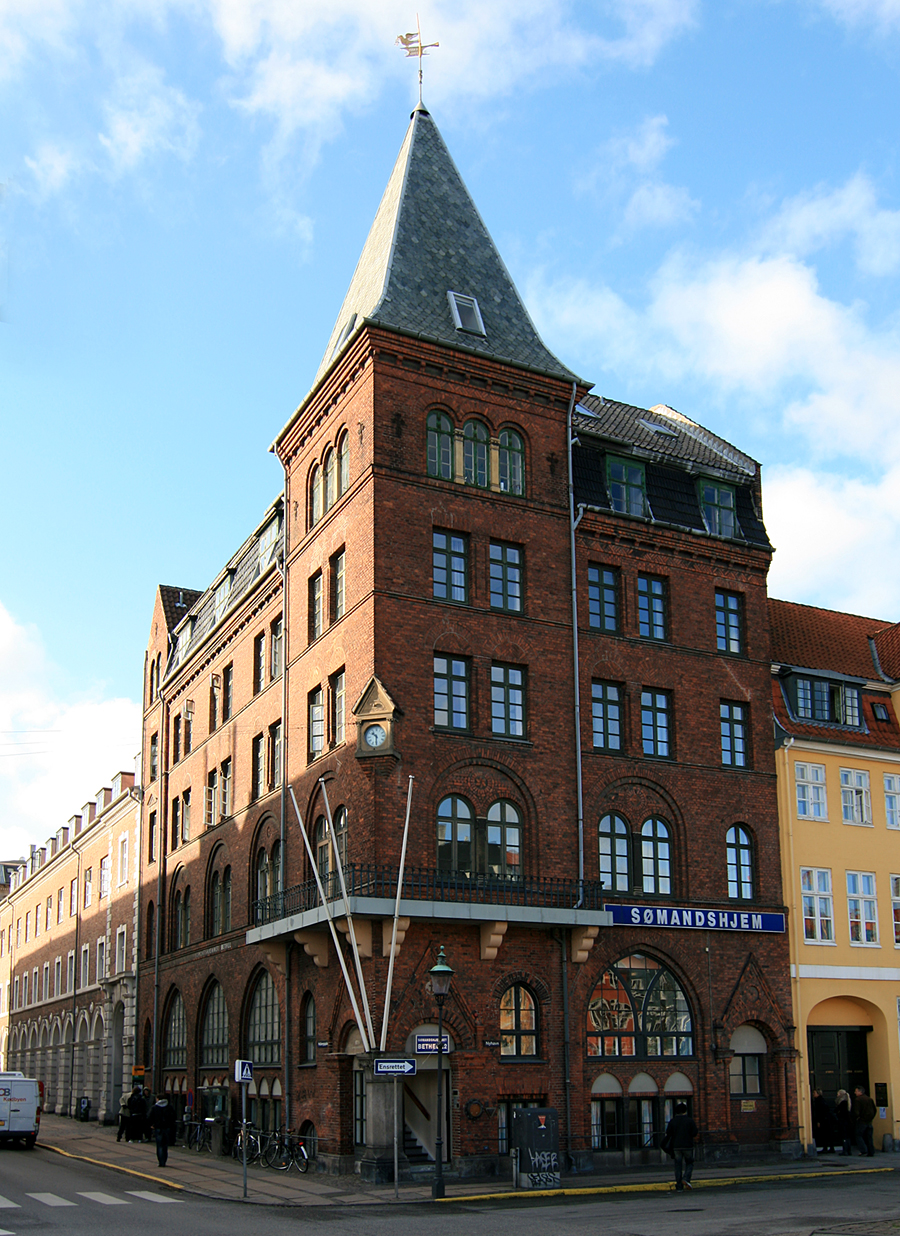
Seemannsheim Bethel

Neben den Proviantgeschäften entstanden auf der Sonnenseite Nyhavns Tätowierläden und nach und nach immer mehr Hafenkneipen. Die Kundschaft bestand vor allem aus Tagelöhnern, die im Hafen nach Arbeit suchten, und Seeleuten, die auf Schiffen anheuerten. Sie verbrachten ihre Wartezeit in Kneipen, die mit Fernweh verbundene Namen trugen – wie das Shanghaj, das Mozambique oder die heute noch bestehenden Hafenkneipen Hong Kong in der Nr. 7 und Cap Horn in der Nr. 21. Feiern und Harmonikamusik dauerten nicht selten bis zum nächsten Morgengrauen an. Aber auch Schlägereien, Prostitution und Diebstahl waren an der Tagesordnung, so dass bald Polizeipatrouillen folgten. Der Nyhavn bekam zunehmend einen zweifelhaften Ruf, der ihm bis heute teilweise nachhängt. Mit dem christlichen Seemannsheim Bethel am Eckhaus Nr. 24 wurde versucht, ein Gegengewicht zu den Verlockungen am Kai zu setzen.

### Bedeutungsverlust als Hafen
Ende des 19. Jahrhunderts eröffnete die Reederei Thingvalla-Linie am Nyhavn Nr. 1 ihren Fahrkartenschalter. Das Büro war Anlaufstelle überwiegend skandinavischer Auswanderer, die sich mit dem Kauf einer einfachen Fahrkarte ein besseres Dasein auf der anderen Seite des Atlantiks erhofften. Später wurde das Büro von der Cunard Line übernommen, die bis 1920 mit Farbplakaten für das „gelobte Land“ warb. In der Zeit spielte der Nyhavn für die Schifffahrt keine Rolle mehr. Die Gastwirte setzten ihr Geschäft mit dem Alkoholausschank dennoch fort, verloren aber durch das Ausbleiben der Seeleute und Hafenarbeiter an Kundschaft.
In den 1950er Jahren entwickelten sich Nyhavns Kneipen zur Brutstätte des Dixieland-Jazz in Dänemark. So feierte die dänische Jazzformation Papa Bue’s Viking Jazzband 1956 im Cap Horn ihre ersten Erfolge. In den 1960er Jahren fühlten sich viele Anhänger der Beatmusik vom Hafenmillieu angezogen, aber das konnte den zunehmenden Verfall Nyhavns nicht aufhalten. Als die Schifffahrt im Kanal ganz zum Erliegen kam, wurden am Kai Parkplätze eingerichtet.

### Gegenwart
Seit Mitte der 1980er Jahre wurde der Nyhavn neu belebt, indem eine Fußgängerzone geschaffen und die meisten der alten Seemannskneipen zu modernen Restaurants umgestaltet wurden. Sie werden von Touristen sowie Dänen aus der Mittelklasse besucht, die früher nicht zur klassischen Kundschaft gehörten. In der Sommerzeit verwandeln weiße Sonnenschirme die Straße in eine mondäne Zeltstadt. Vor allem im Frühjahr und Sommer zählt die Gegend zu den bevorzugten Treffpunkten in Kopenhagen. Bis 2002 beförderten Tragflügelboote schwedische Gäste von der anderen Seite des Øresunds an den Nyhavn. Heute legen Kanalboote am Kai ab, um von dort ihre Rundfahrten durch den Kopenhagener Hafen mit seinen zahlreichen Kanälen zu starten.
Seit 2016 bietet die Inderhavnsbroen Fußgängern und Radfahrern eine direkte Verbindung über den Inderhavnen zum Stadtviertel Christianshavn.

## Bekannte Bewohner
Die besondere Atmosphäre am Nyhavn und die Nähe zum dänischen Staatstheater zog viele Persönlichkeiten an, darunter den dänischen Komponisten Friedrich Kuhlau (1786–1832), der bis zu seinem Tod im Haus Nr. 23 wohnte. Der bekannteste Bewohner war der dänische Dichter und Schriftsteller Hans Christian Andersen (1805–1875), der ab 1834 für fünf Jahre im Haus Nr. 20 wohnte. Dort verfasste er die Kunstmärchen Das Feuerzeug, Der kleine Klaus und der große Klaus und Die Prinzessin auf der Erbse. 1848 kehrte er in den Nyhavn zurück und bezog bis 1864 eine Wohnung im Haus Nr. 67. Im Jahr 1873 kehrte er abermals zurück und lebte bis zu seinem Tod im Jahr 1875 im Haus Nr. 18 auf der Schattenseite des Hafens. Der dänische Novellist, Naturforscher und Numismatiker Vilhelm Bergsøe (1835–1911) lebte im Haus Nr. 63, demselben Haus, in dem der Schauspieler Poul Reumert (1883–1968) aufwuchs.

## Traditionsschiffe

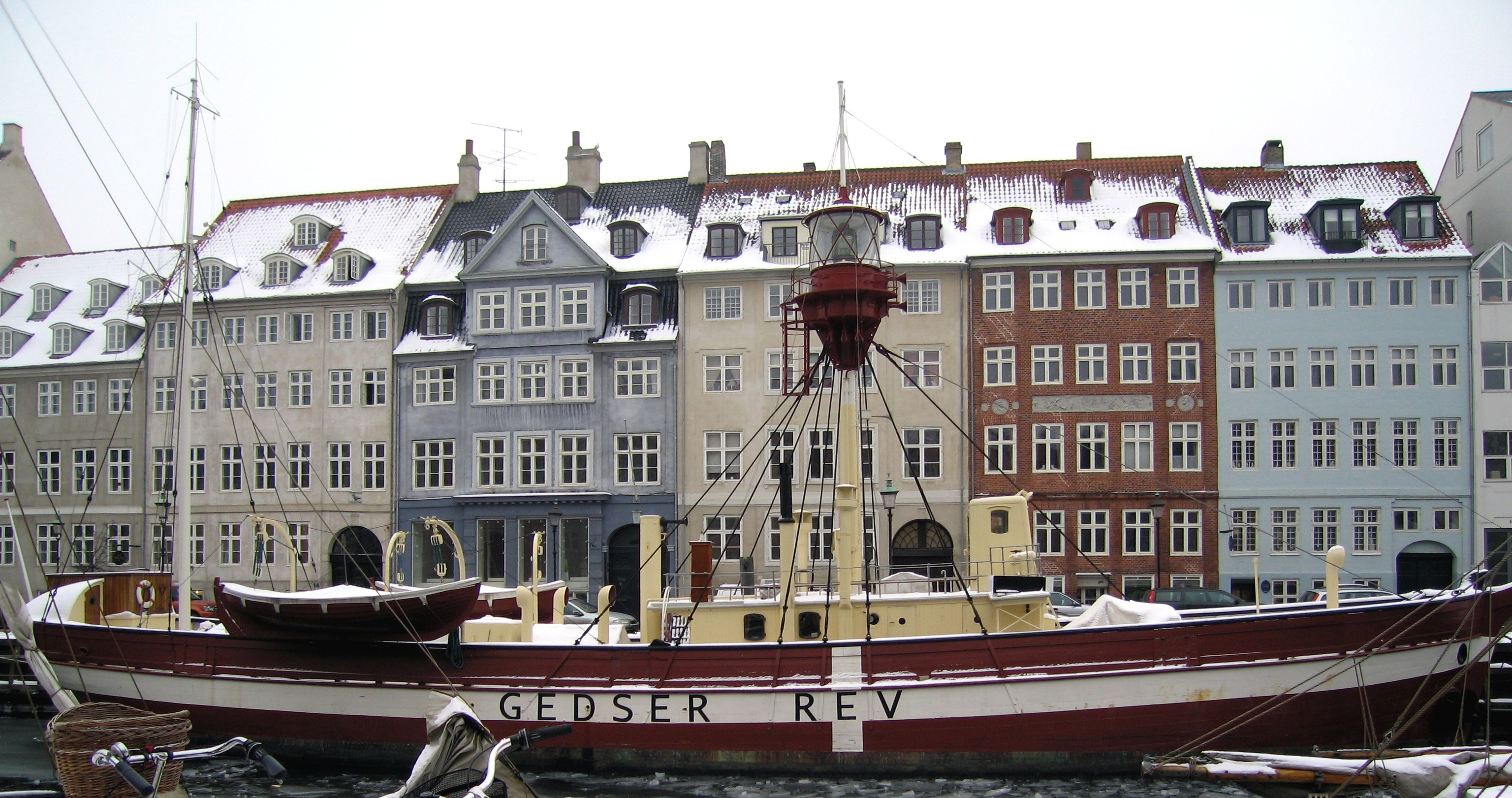
Feuerschiff Gedser Rev

Mit alten hölzernen Traditionsschiffen wird seit 1976 versucht, die alte Hafenatmosphäre wiederzubeleben. Eines dieser Museumsschiffe ist das 1972 außer Dienst gestellte Feuerschiff Gedser Rev, das seit 1895 mehrere Umbauten erlebte und 1954 nach einer Kollision in wenigen Minuten sank. Das in Odense mit der No. XVII gebaute Schiff ist heute ein Ausstellungsstück des dänischen Nationalmuseums und seit 2018 verlegt nach Helsingør als Museumsschiff. Seit 1976 gehört auch die 1906 in Randers gebaute Galeasse Anna Møller zum Museum, die vielseitig eingesetzt wurde, zum Beispiel als Frachtschiff, Kabelleger oder Steinfischerboot. Sie wird von einer Gruppe Freiwilliger funktionstüchtig gehalten und nimmt im Sommer an verschiedenen Segelveranstaltungen in ganz Dänemark teil. Ebenfalls eine Galeasse ist die Svalan af Nyhavn, die 1924 auf der Jungfrusund-Werft in der schwedischen Gemeinde Ekerö gebaut wurde. Bis sie als dänisches Museumsschiff registriert wurde, segelte sie entlang der schwedischen Küste, um Stückgut zu transportieren. Weitere traditionelle Holzboote, die im Nyhavn liegen, sind die 1920 in Warnemünde gebaute Galease Ma-Ri, der 1931 angefertigte Lachskutter Haabet aus Svaneke auf Bornholm und das 1942 in Skagen gebaute Fischerboot Wotan.

## Ankerdenkmal

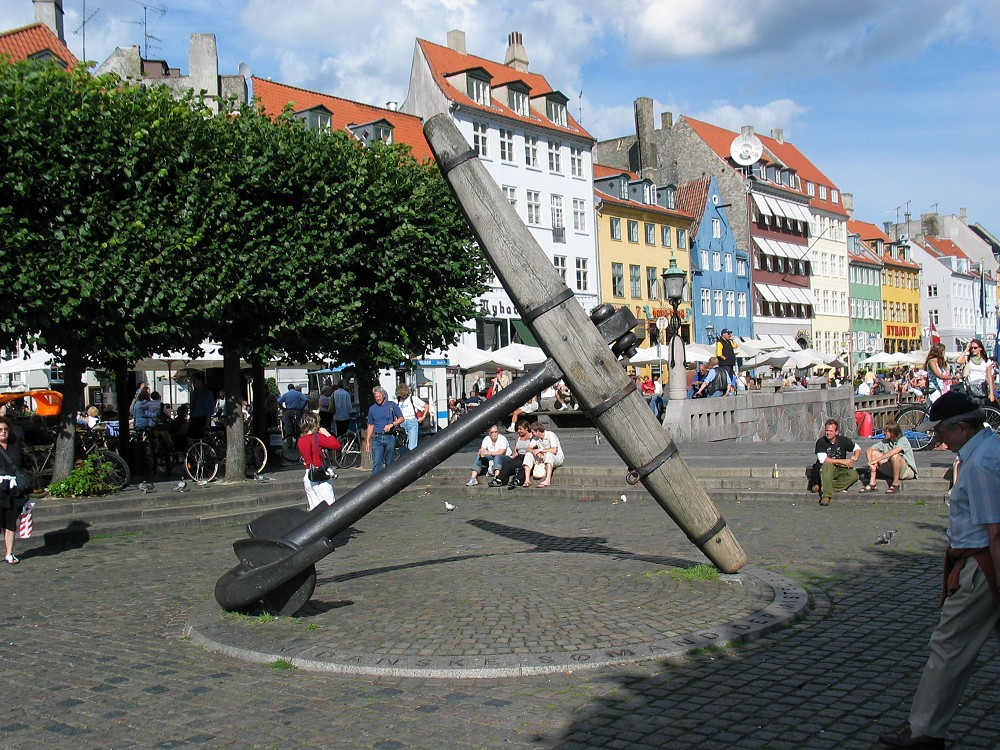
Ankerdenkmal an der Ecke zum Kongens Nytorv

Der „Gedenkanker“ (Mindeankeret) steht an der Ecke zum Kongens Nytorv. Er wurde am 29. August 1951 eingeweiht, um an die rund 1600 dänischen Seeleute zu erinnern, die während des Zweiten Weltkrieges umkamen. Der Stockanker von 1872 stammt von der Fregatte Fyn („Fünen“) und enthält eine Tafel mit dem Monogramm von Friedrich VII. (1808–1863). Es ersetzte ein hölzernes Gedenkkreuz, das dort sechs Jahre zuvor aufgestellt wurde. Jedes Jahr am 5. Mai, dem Tag der Befreiung Dänemarks von der deutschen Besatzung, wird in einer offiziellen Zeremonie der Opfer gedacht.